# 本田増次郎
本田 増次郎（ほんだ ますじろう、1866年1月15日〈慶応2年11月29日〉 - 1925年〈大正14年〉11月25日）は、明治・大正期の英語教育者、イギリス文学者、ジャーナリスト、民間外交家。柔道3段。

## 経歴
美作国久米北条郡上打穴里村（現・岡山県久米郡美咲町打穴里）にて、農家の本田杢蔵・やゑの3男として生まれる。村の小学校（2006年3月廃校）を卒業後、医学を志し岡山県福渡の医師吉岡寛斎（吉岡弘毅の兄）のもとで2年修業した後、上京。
高木兼寛の紹介で、井上馨外務大臣の主治医などをしていた愛宕下田村町の医師松岡勇記の薬局生となる。高木らが設立した海軍軍医学校への進学を志し、試験に必要な英語を習得するため三田英語学校に通ったが、1883年より柔道を習えば無料で英語を学べることから神田神保町にあった嘉納治五郎の英語学校・弘文館に在籍し、講道館で柔道を学んだ。その後、生徒でありながら両校で英語と柔道の教師を務めた。なお、1886年から1892年まで徴兵忌避が目的かと思われる養子縁組で、大倉増次郎を名乗った。
1889年の嘉納外遊に際して、講道館・寄宿舎の運営一切を西郷四郎、岩波静弥と共に任せられるが、女性伝道師らから英語の個人授業を受けはじめたことからキリスト教に傾倒し、1890年に洗礼を受ける。師範の留守中に、嘉納の忌み嫌うクリスチャン（日本聖公会）になった上、運営資金を巡る不祥事に連座したことから破門されたため、米国聖公会ヘーア主教の秘書兼通訳となった。
嘉納が熊本の第五高等中学校校長に就任すると英語教師として招かれ、1892年1月に同校教授に就任。1893年1月より本田に復姓。嘉納の転任に伴い、1893年4月に依願退職し、大阪の聖公会系英語学校の大阪高等英学校（新制桃山学院高等学校の前身）へ転任し、副校長として3年間学校経営にも大きく携わった。1896年に大阪高等英学校を辞して東京へ戻ると、帝国教育会（会長辻新次）で機関誌の編集に携わる。1897年4月末、再び嘉納の招きで高等師範学校（新制東京教育大学の前身）教授に任じられ、1900年4月には東京外国語学校教授に就任、翌年4月より高等師範学校教授を兼任した。1905年5月より再び高等師範学校専任となったが、7月より文官分限令第11条第1項第4号により休職した（2年間）。
この間、立教女学校（現立教女学院）校長を務め、女子英学塾（新制津田塾大学の前身）、早稲田大学でも教鞭をとり、英語教育に貢献する一方、嘉納が清国留学生教育のために立ち上げた亦楽書院の教育主任も務めた。また、熊本滞在時に出会ったハンナ・リデルの回春病院開設や、動物虐待防止会の運動にも注力した（アンナ・シュウエル『黒馬物語』の邦訳等も動物愛護運動の一環）。なお、ラフカディオ・ハーン（小泉八雲）とは、第五高等中学校と早稲田大学で同僚だった。
日露戦争を契機に志した平和運動をつぶさに学ぶため、また過労により悪化していた結核の転地療養も兼ねて1905年7月に休職と同時に単身アメリカへ渡った。時はちょうどポーツマスで講和会議が開かれる直前に当たり、以後、日本の立場や日本文化などを題材にした講演活動を行う傍ら、桜井忠温『肉弾』の英訳（Human Bullets、アリス・ベーコン編集）を手がける。
滞米中、休職満期前の1907年3月末日付で文部省より「英語研究ノ為満二箇年間米国及英国ヘ留学ヲ命ス」として、派遣留学生（1909年まで）に切り替えられた。その後、講演活動は英国にも及び、1909年以降も帰国せず、ニューヨークに居を定め、日本政府の広報誌『オリエンタル・エコノミック・レビュー』（のち『オリエンタル・レビュー』に改名）の発刊に携わる。当初は馬場恒吾と共に副編集長を務めるが、編集長の頭本元貞がジャパンタイムズの経営立て直しのため帰国した後は編集長を引き継いだ。この出版活動と講演活動により日米の相互理解に貢献したとのことから、1911年、コネチカット州トリニティ・カレッジから名誉人文学博士号を授与された。なお、英国作家ウィーダの『フランダースの犬』の邦訳出版（1908年）は、ニューヨーク滞在中の本田が内外出版協会の山縣悌三郎宛てに原著を送ったことを契機としている。
1913年の帰国後、ジャパンタイムズ、ヘラルド・オブ・エイシアの編集に携わる一方、東京外国語学校へも一時出講したが、主要な公務は外務省や宮内省の外交関連で、パリ講和会議に際しての外遊、英国のエドワード8世（当時は王太子）や英国の新聞王ノースクリフ卿来日時の接遇役などを務めた。英国大使カニンガム・グリーン、ジャパン・アドバタイザーの主筆ヒュー・バイアスとも親交を結んだ。また、外国雑誌、英字新聞、英語雑誌、婦人雑誌、新聞などへの寄稿を多数行っており、特に『英語青年』に寄稿した語源に関する記事（「連想語学」連載13回、「外国語雑爼」連載15回、「語学雑爼」連載30回）は、本田独特の語り口もあって、連載を重ねた。
1923年の関東大震災を境に一時回復を見ていた結核が悪化、その2年後に他界した。井岡ふでとの間に一女はながあり、作家山本有三に嫁いだ。
なお、かつての講道館関係史では、初期の重要人物ではあるものの、嘉納から一時破門されたこと、柔道家ではなく英学者となったこと、講道館在籍時に別姓を名乗っていたことなどから、本田存（1871–1949、講道館8段、東京高等師範学校水練師範、東京外国語学校韓語教授）と混同されることが多かった。

## 本田増次郎と回春病院
1891年から1893年の短い熊本滞在時にハンナ・リデルと出会い、患者救済のために病院建設したいという理想に共鳴（日本聖公会はリデルの考えに前向きでなかった）、御殿場にある神山復生病院訪問やベルツ博士の助言をえたり、外国人は土地を得ることができなかったため、リデルに代わり土地購入に協力し、回春病院の評議員を生涯務めた。彼の娘の名、はなはハンナ・リデルから採ったとされる。結婚後、はなは山本の助言により華子と改名したが、ハンナ・リデルの後継者ライトに悩みを相談した手紙が残されている。

## 栄典
- 1892年（明治25年）3月23日 - 正八位（大倉増次郞名義）[16]
- 1897年（明治30年）8月20日 - 従七位[17]
- 1898年（明治31年）10月21日 - 正七位[18]
- 1901年（明治34年）3月11日 - 従六位[19]
- 1903年（明治36年）4月20日 - 正六位[20]
- 1905年（明治38年）6月30日 - 従五位[21]

## 著作
邦訳
- マーク・ガイ・ピアース『黄金と乳香（敬神知足良婦美譚）』日本聖公会出版社、1896年12月（原題：Gold and Incense by Mark Guy Pearse）
- エイミー・ル・フーヴル『こどもかたぎ かたみのボタン』育成会、1901年12月（原題：Teddy's Button by Amy Le Feuvre）
- アーサー・ヘルプス『処世要訓』文武堂、1902年7月（原題：Essays written in the Intervals of Business by Arthur Helps）
- E. P. ヒュース『教授法講義』山海堂書店、1902年8月（棚橋源太郎共訳）
- アンナ・シュウエル『驪語（くろうまものがたり）』内外出版協会、1903年9月（原題：Black Beauty by Anna Sewell）
- E. J. ハーディ『泰西女訓』内外出版協会、1905年4月（原題：The Five Talents of Woman by E. J. Hardy、1908年に『婦人の修養』として改題出版）

単著・共著
- 畜類のまごころ（開発社、1902年11月）
- 家庭の模範（E. P. ヒュース、A. C. ハーツホン共著：育成会、1902年12月）
- 犬の世界（動物虐待防止会叢書第2編：内外出版協会、1903年7月）
- イートン学校及び其校風（内外出版協会、1910年4月）

注解・編集
- Thoughts on Ethics: selected from the writings of John Ruskin（ラスキン倫理思想；A. C. ハーツホン編・本田注解、英学新報社、1903年1月）
- カーライル英雄論詳解（内外出版協会、1904年12月、原題：On Heroes and Hero-Worship and the Heroic in History by Thomas Carlyle）
- 英文詳解（内外出版協会、1905年12月）

英訳
- Sakurai, Tadayoshi (櫻井忠温). Human Bullets 肉弾: A Soldier's Story of Port Arthur edited by Alice Mabel Bacon, Houghton Mifflin Company, Oct. 1907

## 関連人物
- 西洋古典学者の佐伯好郎と旧知の仲であった[1]。

## 評伝
- 小原孝『英語の達人・本田増次郎』日本文教出版〈岡山文庫242〉、2006年。
- 長谷川勝政『英学者 本田増次郎の生涯 信仰・博愛と広報外交』教文館、2019年。